# Diego Velázquez Tlacotzin
Diego Velázquez Tlacotzin (? - 1526) was cihuacoatl onder de Azteekse leider Cuauhtemoc. Na de executie van Cuautemoc tijdens Cortés' expeditie naar Honduras werd Tlacotzin door de Spanjaarden als zijn opvolger benoemd. Hij overleed echter terwijl hij nog onderweg was naar Mexico-Tenochtitlan.